# Кахаян
Кахаян (индон. Kahayan), также Большой Даяк (индон. Dayak Besar) — река на индонезийской территории острова Калимантан. Впадает в Яванское море.
Длина около 650 км. Протекает по территории провинции Центральный Калимантан, является одной из её главных водных артерий. В среднем течении реки на её правом берегу находится административный центр провинции — город Паланкарая.